# Johan August Posse
Johan August Posse af Säby, född 13 augusti 1815 i Sparlösa församling, död 5 juni 1865 i Stockholm, var en svensk friherre och ämbetsman.
Posse utgav bland annat Bidrag till svenska lagstiftningens historia (1850) och från 1853 tidningen Väktaren, som i tidens terminologi var högkyrklig vilket då betydde att man höll fast vid det gamla, och inte anammade tidens moderna teologier.

## Biografi
Johan August Posse föddes 1815 på Ulvstorp i Sparlösa socken. Han var son till sekundmajoren Carl Henrik Posse af Säby vid Västgötadals regemente och Sofia Augusta Ribben. Posse blev 1832 student vid Uppsala universitet och blev 1835 extra ordinarie kanslist i Handels- och finansexpeditionen. Han blev 1838 extra ordinarie amanuens i Riksarkivet och avlade i december 1839 juris utriusque kandidatexamen. Posse blev i januari 1840 auskultant i Svea hovrätt och blev samma år extra ordinarie kanslist i justitiedepartementet. Posse blev 1843 vice häradshövding och 1849 förste amanuens i Riksarkivet. Från 1851 till 1861 var han ledamot i riddarhusdirektionen och blev 27 maj 1853 aktuarie i Riksarkivet. Han avled 1865 i Stockholm och begravdes bredvid sina två fruar på Norra begravningsplatsen.
Posse deltog vid riksdagarna 1853-1860 och var som riksdagsman ledamot av lagutskottet 1853-1854 och av riddarhusdirektionen 1853-1861. Han motionerade bland annat om ett förbud mot järnvägstrafik på söndagar.

### Familj
Posse gifte sig första gången 8 oktober 1850 i Stockholm med Tekla Eva Malia Heijkenskjöld (1826–1853), dotter till bruksägaren Detlof Heijkenskjöld och Sofia Eleonora Hisinger. De fick tillsammans sonen Carl Christer Posse (1853–1853).
Posse gifte sig andra gången med 19 maj 1856 på Bors bruk i Lindesbergs socken med författaren Betty Ehrenborg (1818–1880), dotter till justitieombudsmannen Casper Ehrenborg och Anna Fredrica Carlqvist. De fick tillsammans barnen afrikamissionären August Posse (1857–1887), diakonen Anna Elisabet Posse (1859–1929) i Gävle församling och afrikamissionären Hedvig Posse (1861–1927).